# Teplice nad Bečvou
Teplice nad Bečvou – gmina w Czechach, w powiecie Przerów w Kraju ołomunieckim. Leży nad rzeką Beczwą.
Do roku 1959 miejscowość ta nazywała się Zbrašov. Pierwsza wzmianka o niej pojawiła się w roku 1328. W 1959 przemianowano ją na Teplice nad Bečvou.
Miejscowość ta jest znanym uzdrowiskiem, polecanym szczególnie dla osób z chorobami serca. Na terenie uzdrowiska znajduje się kilka interesujących architektonicznie budowli, np. budynek kuracyjny z hotelem i restauracją „Bečva”, dzieło architektów Karla Kotasa i Oskara Oehlera zbudowane w latach 1931–1949, czy opuszczona dziś willa L. Říhovskiego, zaprojektowana przez Elly i Oskara Oehlerów i wybudowana w latach 1933–1934.
Niedawno otwarto w Teplicach jaskinie solne, odpowiednie do leczenia astmy i innych chorób płuc.